# Jerel Worthy
Jerel Worthy (Huber Heights, 26 aprile 1990) è un ex giocatore di football americano statunitense che ha giocato nel ruolo di defensive end. Fu scelto nel corso del secondo giro (51º assoluto) del Draft NFL 2012 dai Green Bay Packers. Al college ha giocato a Michigan State venendo premiato come All-American.

## Carriera professionistica

### Green Bay Packers
Considerato uno dei migliori prospetti tra i giocatori nel ruolo di defensive end del Draft 2012, Worthy fu scelto nel corso del secondo giro dai Packers.
Worthy debuttò come professionista nella sconfitta della prima settimana contro i San Francisco 49ers senza far registrare alcuna statistica. Il giovedì successivo, nella vittoria contro i Chicago Bears, Jerel partì per la prima volta come titolare mettendo a segno 3 tackle e il suo primo sack su Jay Cutler. La sua stagione da rookie si concluse con 14 presenze, 4 delle quali come titolare, con 14 tackle, 2,5 sack e un fumble forzato. Nella seconda scese in campo solo due volte con un tackle.

### New England Patriots
Il 12 agosto 2014, Worthy fu scambiato con i New England Patriots per una scelta del draft da definire. Fu svincolato dopo soli 18 giorni.

### Buffalo Bills
Il 22 dicembre 2015 entrò a far parte del roster attivo dei Buffalo Bills.

## Statistiche
| Partite totali      | 16  |
| Partite da titolare | 4   |
| Tackle totali       | 15  |
| Sack                | 2,5 |
| Intercetti          | 0   |
| Fumble forzati      | 1   |

Statistiche aggiornate alla stagione 2013